# Opel 10/24 PS
La 10/24 PS era un'autovettura di fascia alta prodotta dalla Casa automobilistica tedesca Opel dal 1911 al 1916.

## Profilo e storia
Introdotta nel 1911 come sostituta della 10/18 PS. Rispetto alla sua progenitrice, la 10/24 PS abbandonò la soluzione del motore biblocco a 4 cilindri, in favore di un motore monoblocco di pari frazionamento.
Tale motore mantenne comunque la cilindrata di 2614 cm³ che già caratterizzava l'unità motrice del precedente modello. Tale motore a valvole laterali erogava una potenza massima di 24 CV a 1550 giri/min.
La trasmissione era ad albero cardanico, con frizione a cono e cambio a 4 marce.
Il telaio era a longheroni e traverse in acciaio, con un passo di 3.055 mm. Le sospensioni erano ad assale rigido con balestre a tre quarti su entrambi gli assi. Il freno a pedale era a nastro ed agiva sulla trasmissione. La velocità massima era di 65 km/h.
Già a partire dal 1912, la gamma della 10/24 PS subì un deciso ampliamento, diversificandosi in particolare dal punto di vista telaistico, poiché furono introdotti due nuovi telai, da 3,23 e 3,38 m di interasse. Ciò costituì l'occasione per equipaggiare la vettura con un nuovo motore, diverso nelle misure di alesaggio e corsa, che passarono rispettivamente da 80 a 84 mm e da 130 a 118 mm. La cilindrata rimase quasi invariata, solo 2 cm³ in più. La potenza invece salì a 25 CV. Perciò, la nuova vettura prese il nome di 10/25 PS.
E di nuovo, nel 1913, vi fu un'ulteriore rivisitazione meccanica, volta ad accrescere la potenza massima del motore, il quale rimase identico a quello introdotto l'anno prima, ma arrivò ad erogare 30 CV di potenza massima a 1600 giri/min e permise di raggiungere una velocità massima di 70 km/h. La nuova vettura prese il nome di 10/28 PS.
Dal 1911 al 1916, questa vettura, nelle sue tre evoluzioni, è stata proposta in differenti carrozzerie, ossia: torpedo, phaeton, limousine e landaulet.
Nel 1916, quando fu tolta di produzione, il suo posto sarebbe stato preso dalla 12/34 PS, di cilindrata superiore.